# Bruce Gardiner
Bruce Gardiner (né le 11 février 1971 à Barrie dans la province d'Ontario au Canada) est un joueur professionnel canadien de hockey sur glace. Il évoluait au poste de centre.

## Biographie
Il joue deux ans au niveau junior avec les Colts de Barrie dans la COJHL de 1988 à 1990 puis rejoint les Raiders de l'université Colgate. Au terme de sa première saison universitaire, il est repêché par les Blues de Saint-Louis en 131e position lors du repêchage d'entrée dans la LNH 1991.
Il joue trois autres saisons à Colgate avant d'être diplômé en 1994 et fait ses débuts professionnels en 1993-1994 en jouant trois parties dans la Ligue internationale de hockey avec le club-école des Blues, les Rivermen de Peoria. Il est toutefois laissé libre par les Blues à l'issue de cette saison et signe un contrat comme agent libre avec les Sénateurs d'Ottawa en juin 1994.
Il ne fait pas immédiatement ses débuts dans la Ligue nationale de hockey et joue plutôt deux saisons dans la Ligue américaine de hockey avec le club-école des Sénateurs, les Senators de l'Île-du-Prince-Édouard. Il commence finalement dans la LNH lors de la saison 1996-1997, alors qu'il joue 67 parties avec Ottawa. Après trois ans et demie dans la capitale nationale, il passe au Lightning de Tampa Bay en novembre 1999.
En juin 2000, à l'occasion du repêchage d'expansion, il est laissé sans protection par le Lightning et est réclamé par les Blue Jackets de Columbus. Alors que cette toute nouvelle équipe joue son premier match, le 7 octobre 2000, il marque lors du premier tiers-temps le premier but de l'histoire des Blue Jackets.
Il signe avec les Devils du New Jersey en octobre 2001 mais passe la majorité de la saison dans la LAH. Après des séjours en Russie et en Finlande, il joue sa dernière saison professionnelle avec le Frostbite de l'Adirondack dans l'United Hockey League.
Alors retraité de sa carrière de joueur de hockey, il devient policier pour la ville de Barrie,.

## Statistiques
| Saison     | Équipe                              | Ligue      |     | Saison régulière | Saison régulière | Saison régulière | Saison régulière | Saison régulière |    | Séries éliminatoires | Séries éliminatoires | Séries éliminatoires | Séries éliminatoires | Séries éliminatoires |
| Saison     | Équipe                              | Ligue      | PJ  | B                | A                | Pts              | Pun              | PJ               | B  | A                    | Pts                  | Pun                  |                      |                      |
| 1988-1989  | Colts de Barrie                     | COJHL      | 41  | 17               | 28               | 45               | 29               | -                | -  | -                    | -                    | -                    |                      |                      |
| 1989-1990  | Colts de Barrie                     | COJHL      | 40  | 19               | 26               | 45               | 89               | 13               | 10 | 11                   | 21                   | 32                   |                      |                      |
| 1990-1991  | Université Colgate                  | ECAC       | 27  | 4                | 9                | 13               | 72               | -                | -  | -                    | -                    | -                    |                      |                      |
| 1991-1992  | Université Colgate                  | ECAC       | 23  | 7                | 8                | 15               | 77               | -                | -  | -                    | -                    | -                    |                      |                      |
| 1992-1993  | Université Colgate                  | ECAC       | 33  | 17               | 12               | 29               | 64               | -                | -  | -                    | -                    | -                    |                      |                      |
| 1993-1994  | Université Colgate                  | ECAC       | 33  | 23               | 23               | 46               | 70               | -                | -  | -                    | -                    | -                    |                      |                      |
| 1993-1994  | Rivermen de Peoria                  | LIH        | 3   | 0                | 0                | 0                | 0                | -                | -  | -                    | -                    | -                    |                      |                      |
| 1994-1995  | Senators de l'Île-du-Prince-Édouard | LAH        | 72  | 17               | 20               | 37               | 132              | 7                | 4  | 1                    | 5                    | 4                    |                      |                      |
| 1995-1996  | Senators de l'Île-du-Prince-Édouard | LAH        | 38  | 11               | 13               | 24               | 87               | 5                | 2  | 4                    | 6                    | 4                    |                      |                      |
| 1996-1997  | Sénateurs d'Ottawa                  | LNH        | 67  | 11               | 10               | 21               | 49               | 7                | 0  | 1                    | 1                    | 2                    |                      |                      |
| 1997-1998  | Sénateurs d'Ottawa                  | LNH        | 55  | 7                | 11               | 18               | 50               | 11               | 1  | 3                    | 4                    | 2                    |                      |                      |
| 1998-1999  | Sénateurs d'Ottawa                  | LNH        | 59  | 4                | 8                | 12               | 43               | 3                | 0  | 0                    | 0                    | 4                    |                      |                      |
| 1999-2000  | Sénateurs d'Ottawa                  | LNH        | 10  | 0                | 3                | 3                | 4                | -                | -  | -                    | -                    | -                    |                      |                      |
| 1999-2000  | Lightning de Tampa Bay              | LNH        | 41  | 3                | 6                | 9                | 37               | -                | -  | -                    | -                    | -                    |                      |                      |
| 2000-2001  | Blue Jackets de Columbus            | LNH        | 73  | 7                | 15               | 22               | 78               | -                | -  | -                    | -                    | -                    |                      |                      |
| 2001-2002  | River Rats d'Albany                 | LAH        | 45  | 5                | 18               | 23               | 71               | -                | -  | -                    | -                    | -                    |                      |                      |
| 2001-2002  | Devils du New Jersey                | LNH        | 7   | 2                | 1                | 3                | 2                | -                | -  | -                    | -                    | -                    |                      |                      |
| 2002-2003  | Lada Togliatti                      | Superliga  | 30  | 4                | 8                | 12               | 106              | 10               | 1  | 0                    | 1                    | 20                   |                      |                      |
| 2003-2004  | Espoo Blues                         | SM-liiga   | 22  | 6                | 5                | 11               | 60               | -                | -  | -                    | -                    | -                    |                      |                      |
| 2004-2005  | Frostbite de l'Adirondack           | UHL        | 18  | 7                | 12               | 19               | 27               | -                | -  | -                    | -                    | -                    |                      |                      |
| Totaux LNH | Totaux LNH                          | Totaux LNH | 312 | 34               | 54               | 88               | 263              | 21               | 1  | 4                    | 5                    | 8                    |                      |                      |

## Trophées et honneurs personnels
- 1994-1995 : nommé dans la deuxième équipe d'étoiles de l'ECAC.

## Transactions en carrière
- Repêchage de 1991 : sélectionné par les Blues de Saint-Louis au sixième tour, 131e rang.
- 14 juin 1994 : signe en tant qu'agent libre avec les Sénateurs d'Ottawa.
- 11 novembre 1999 : échangé par les Sénateurs au Lightning de Tampa Bay contre Colin Forbes.
- 23 juin 2000 : réclamé au repêchage d'expansion par les Blue Jackets de Columbus en provenance du Lightning.
- 21 octobre 2001 : signe en tant qu'agent libre avec les Devils du New Jersey.
- 14 octobre 2002 : signe en tant qu'agent libre avec le Lada Togliatti (Superliga).
- 23 juillet 2003 : signe en tant qu'agent libre avec les Espoo Blues (SM-liiga).